# Discografie van Xander de Buisonjé
Hieronder volgt de discografie van de Nederlandse zanger Xander de Buisonjé, met name zijn albums, zijn nummers met een notering in een hitlijst en zijn muziekdvd's. Voor de muziek die hij heeft uitgebracht met de band Volumia!, zie hier.

## Albums
| Album             | Verschijnen      | Label          | Hitlijsten | Hitlijsten | Hitlijsten | Hitlijsten | Opmerkingen |
| Album             | Verschijnen      | Label          | BE (VL)    | BE (VL)    | NL         | NL         | Opmerkingen |
| Album             | Verschijnen      | Label          | Piek       | Weken      | Piek       | Weken      | Opmerkingen |
| ----------------- | ---------------- | -------------- | ---------- | ---------- | ---------- | ---------- | ----------- |
| Hemelsbreed       | 7 april 2003     | Ariola Records | 41         | 4          | 25         | 10         | Studioalbum |
| Live & akoestisch | 18 oktober 2004  | Ariola Records | 75         | 4          | 73         | 5          | Livealbum   |
| Succes            | 28 november 2005 | Ariola Records | —          | —          | 50         | 5          | Studioalbum |
| Uit liefde        | 8 november 2010  | Sony Music     | —          | —          | 9          | 6          | Studioalbum |
| Xander in concert | 20 juli 2012     | Bizon Music    | —          | —          | 1 (1 wk)   | 5          | Livealbum   |

## Nummers met notering(en) in een hitlijst
| Lied | Verschijnen      | Album       | Hitlijsten | Hitlijsten | Hitlijsten  | Hitlijsten  | Hitlijsten   | Hitlijsten   | Opmerkingen |
| Lied | Verschijnen      | Album       | BE (VL)    | BE (VL)    | NL (Top 40) | NL (Top 40) | NL (Top 100) | NL (Top 100) | Opmerkingen |
| Lied | Verschijnen      | Album       | Piek       | Weken      | Piek        | Weken       | Piek         | Weken        | Opmerkingen |
| --- | ---------------- | ----------- | ---------- | ---------- | ----------- | ----------- | ------------ | ------------ | ----------- |
| Ik zie / Helden                                                                                              | 2003             | Hemelsbreed | 11         | 13         | 32          | 4           | 21           | 10           |             |
| Stop de tijd                                                                                                 | 2003             | Hemelsbreed | tip14      | —          | —           | —           | 92           | 1            |             |
| Waarom? | 24 oktober 2005  | Succes      | —          | —          | 35          | 3           | 21           | 9            |             |
| Dit is mijn stem (Casser la voix) (met Patrick Bruel)                                                        | 23 oktober 2006  | Succes      | —          | —          | —           | —           | 64           | 4            |             |
| Een brief | 18 oktober 2010  | Uit liefde  | —          | —          | tip11       | —           | 45           | 2            |             |
| Hou van mij                                                                                                  | 8 november 2010  | Uit liefde  | —          | —          | —           | —           | 80           | 3            |             |
| Dit is jouw dag                                                                                              | 14 maart 2011    | —           | —          | —          | —           | —           | 14           | 7            |             |
| Als je slaapt                                                                                                | 6 mei 2011       | —           | —          | —          | —           | —           | 20           | 3            |             |
| Life | 9 maart 2012     | —           | —          | —          | —           | —           | 80           | 3            |             |
| De wereld redden                                                                                             | 27 juli 2012     | —           | —          | —          | 24          | 4           | 5            | 15           |             |
| Van jou | 16 november 2012 | —           | tip74      | —          | tip13       | —           | 34           | 8            |             |
| Christmas | 30 november 2012 | —           | —          | —          | —           | —           | 64           | 2            |             |
| Ik weet (met Najib Amhali)                                                                                   | 28 februari 2014 | —           | —          | —          | —           | —           | 89           | 1            |             |
| Vrienden (met Marco Borsato, André Hazes jr., Nick & Simon, Diggy Dex, VanVelzen en Jeroen van Koningsbrugge | 19 januari 2018  | —           | —          | —          | tip7        | —           | —            | —            |             |

## Dvd's
| Dvd's met hitnoteringen in de Nederlandse Music Top 30 | Datum van verschijnen | Datum van binnenkomst | Hoogste positie | Aantal weken | Opmerkingen |
| ------------------------------------------------------ | --------------------- | --------------------- | --------------- | ------------ | ----------- |
| Live & acoustisch                                      | 2004                  | 30-10-2004            | 13              | 5            |             |